# 永遠の夏に抱かれて
「永遠の夏に抱かれて」（えいえんのなつにだかれて）は、日本のシンガーソングライターである杉山清貴の楽曲。
表題曲の「永遠の夏に抱かれて」は、TBS系『噂の!東京マガジン』のエンディングテーマ、カップリング曲の「COMING TO OASIS」は、NHK 20歳の趣味講座『ダイビングパラダイス』のエンディングテーマとしてオンエアされ、1995年6月25日にダブリューイーエー・ジャパンから17枚目のシングルとしてリリースされた。

## リリース
1995年6月25日にダブリューイーエー・ジャパンから、8cmCDのみでリリースされた。

## 収録曲
| 全作曲: 杉山清貴。 |                                          |           |            |                                           |      |
| #                  | タイトル                                 | 作詞      | 作曲・編曲 | 編曲                                      | 時間 |
| 1.                 | 「永遠の夏に抱かれて」                   | 松井五郎  | 杉山清貴   | - 荒木真樹彦 - コーラスアレンジ: 杉山清貴 | 4:38 |
| 2.                 | 「COMING TO OASIS」                      | 杉山清貴  | 杉山清貴   | 杉山清貴                                  | 5:31 |
| 3.                 | 「永遠の夏に抱かれて」(ORIGINAL KARAOKE) |           | 杉山清貴   |                                           | 4:39 |
| 合計時間:          | 合計時間:                                | 合計時間: | 合計時間:  | 14:48                                     |      |

## リリース履歴
| No. | 日付          | レーベル                     | 規格  | 規格品番  | 備考 |
| --- | ------------- | ---------------------------- | ----- | --------- | ---- |
| 1   | 1995年6月25日 | ダブリューイーエー・ジャパン | 8cmCD | WPD6-9020 |      |

## タイアップ
| # | 曲名                   | タイアップ                                                   | 出典  |
| - | ---------------------- | ------------------------------------------------------------ | ----- |
| 1 | 「永遠の夏に抱かれて」 | TBS系『噂の!東京マガジン』エンディングテーマ                 | [ 1 ] |
| 2 | 「COMING TO OASIS」    | NHK 20歳の趣味講座『ダイビングパラダイス』エンディングテーマ |       |